# Pittsfield (Nou Hampshire)
Pittsfield és una població dels Estats Units a l'estat de Nou Hampshire. Segons el cens del 2000 tenia 3.931 habitants.

## Demografia
Segons el cens del 2000, Pittsfield tenia 3.931 habitants, 1.498 habitatges, i 1.056 famílies. La densitat de població era de 64,4 habitants per km².
Dels 1.498 habitatges en un 35,6% hi vivien nens de menys de 18 anys, en un 52% hi vivien parelles casades, en un 0% dones solteres, i en un 29,5% no eren unitats familiars. En el 22,6% dels habitatges hi vivien persones soles el 7,7% de les quals corresponia a persones de 65 anys o més que vivien soles. El nombre mitjà de persones vivint en cada habitatge era de 2,62 i el nombre mitjà de persones que vivien en cada família era de 3,05.
Per edats la població es repartia de la següent manera: un 28,2% tenia menys de 18 anys, un 8,1% entre 18 i 24, un 32,3% entre 25 i 44, un 21,1% de 45 a 60 i un 10,4% 65 anys o més.
L'edat mediana era de 35 anys. Per cada 100 dones de 18 o més anys hi havia 93,2 homes.
La renda mediana per habitatge era de 38.833$ i la renda mediana per família de 44.233$. Els homes tenien una renda mediana de 31.726$ mentre que les dones 24.750$. La renda per capita de la població era de 21.082$. Entorn del 6,8% de les famílies i el 8,8% de la població estaven per davall del llindar de pobresa.

## Poblacions més properes
El següent diagrama mostra les poblacions més properes.